# Ревентадор
Ревентадо́р (ісп. Reventador — «той, що вибухає») — активний стратовулкан, розташований у Кордильєра-Орієнталь Еквадорських Анд, що належить до Північної вулканічної зони Андійського вулканічного поясу. Вулкан розташований в ізольованій зоні на східній межі Екологічного резерву Каямбе-Кока, за 96 км від Кіто, столиці Еквадору. З 1541 року вулкан вивергався щонайменш 25 разів, хоча через ізольованість його розташовання деякі виверження могли залишитися непоміченими. Останнє виверження відбулося у 2008 році, а найбільше в історії — в 2002 році. Під час цього виверження струмінь вулкану сягнув висоти 17 км, а пірокластичні потоки — відстані 7 км від вершини. На вершині вулкану зараз є U-подібна кальдера, що відкривається на схід, у басейн річки Амазонка.